# Coppa delle nazioni oceaniane 2024
La Coppa delle nazioni oceaniane 2024 (in lingua inglese 2024 OFC Nations Cup) è stata l'11ª edizione del torneo di calcio continentale per squadre nazionali maggiori maschili organizzato dall'OFC. La fase finale del torneo si è tenuta nelle Figi e a Vanuatu dal 15 al 30 giugno 2024 dopo che l'edizione 2020, che si sarebbe tenuta in Nuova Zelanda, è stata cancellata a causa della pandemia di COVID-19.
La nazionale campione in carica era la Nuova Zelanda, che si è confermata trionfando per la sesta volta nella sua storia in questa competizione.
La Nuova Caledonia, una delle squadre qualificate automaticamente alla competizione, si è ritirata a causa di disordini civili.

## Scelta della sede
Nonostante la Nuova Zelanda fosse stata scelta come sede dell'edizione 2020 prima che questa venisse cancellata, la scelta dell'edizione 2024 non ricadde su di essa: nel dicembre 2023 la OFC annunciò che si sarebbe tenuta a Vanuatu.
Nel maggio 2024, a causa di problemi organizzativi, le gare che si sarebbero dovute tenere a Luganville, nel Luganville Soccer Stadium sono state spostate nello stadio HFC Bank Stadium di Suva, nelle Figi.

## Stadi
| Figi                                          | Figi             | Vanuatu                                               | Vanuatu                |
| --------------------------------------------- | ---------------- | ----------------------------------------------------- | ---------------------- |
| SuvaCoppa delle nazioni oceaniane 2024 (Figi) | Suva             | Port VilaCoppa delle nazioni oceaniane 2024 (Vanuatu) | Port Vila              |
| SuvaCoppa delle nazioni oceaniane 2024 (Figi) | HFC Bank Stadium | Port VilaCoppa delle nazioni oceaniane 2024 (Vanuatu) | VFF Freshwater Stadium |
| SuvaCoppa delle nazioni oceaniane 2024 (Figi) | Posti: 15000     | Port VilaCoppa delle nazioni oceaniane 2024 (Vanuatu) | Posti: 6500            |
| SuvaCoppa delle nazioni oceaniane 2024 (Figi) |                  | Port VilaCoppa delle nazioni oceaniane 2024 (Vanuatu) |                        |

## Squadre partecipanti
| Pr. | Squadra                        | Data di qualificazione certa | Partecipante in quanto                                          | Qualificazioni precedenti                                |
| --- | ------------------------------ | ---------------------------- | --------------------------------------------------------------- | -------------------------------------------------------- |
| 1   | Vanuatu                        | 1º dicembre 2023             | Paese ospitante                                                 | 9 (1973, 1980, 1998, 2000, 2002, 2004, 2008, 2012, 2016) |
| 2   | Figi                           | 24 gennaio 2024              | Paese ospitante                                                 | 8 (1973, 1980, 1998, 2002, 2004, 2008, 2012, 2016)       |
| 3   | Nuova Zelanda                  | 24 gennaio 2024              | 10 (1973, 1980, 1996, 1998, 2000, 2002, 2004, 2008, 2012, 2016) |                                                          |
| 4   | Papua Nuova Guinea             | 24 gennaio 2024              | 4 (1980, 2002, 2012, 2016)                                      |                                                          |
| 5   | Isole Salomone                 | 24 gennaio 2024              | 7 (1980, 1996, 2000, 2002, 2004, 2012, 2016)                    |                                                          |
| 6   | Tahiti                         | 24 gennaio 2024              | 9 (1973, 1980, 1996, 1998, 2000, 2002, 2004, 2012, 2016)        |                                                          |
| 7   | Samoa                          | 23 marzo 2024                | Vincitrice delle qualificazioni                                 | 2 (2012, 2016)                                           |
| —   | Nuova Caledonia (poi ritirata) | 24 gennaio 2024              | Qualificazione automatica                                       | 6 (1973, 1980, 2002, 2008, 2012, 2016)                   |

Il 5 giugno 2024 la Nuova Caledonia ha annunciato il suo ritiro a causa della situazione politica nel paese.

## Arbitri
Per la competizione, sono stati selezionati sette arbitri e dieci assistenti.
Arbitri
- Veer Singh
- Calvin Berg
- Campbell-Kirk Kawana-Waugh
- David Yareboinen
- Ben Aukwai
- Shama Maemae
- Teremoana Roihau

Assistenti
- Avinesh Narayan
- Mark Rule
- Isaac Trevis
- Malaetala Salanoa
- Natalia Lumukana
- Bernard Mutukera
- Jeffery Solodia
- Vaihina Teura
- Folio Moeaki
- Jeremy Garae

### Qualificazioni
Alle qualificazioni inizialmente avrebbero dovuto prendere parte sei squadre, ma Tuvalu e Kiribati sono state escluse in quanto non affiliati alla OFC, mentre le Samoa Americane non hanno confermato la loro partecipazione. Le tre squadre partecipanti hanno giocato un girone con gare di sola andata a Tonga, con la vincente che si è qualificata per la fase finale.

## Sorteggio della fase a gironi
| Urna 1                               | Urna 2                                             | Urna 3            |
| ------------------------------------ | -------------------------------------------------- | ----------------- |
| - Nuova Zelanda - Papua Nuova Guinea | - Nuova Caledonia - Isole Salomone - Tahiti - Figi | - Vanuatu - Samoa |

## Fase a gironi
Tutte le partite si svolgono nei fusi orari VUT (UTC+11) e FJI (UTC+12). Le prime due classificate di ogni gruppo passano alle semifinali con finale per il terzo posto. In origine, prima del ritiro della Nuova Caledonia, le terze classificate si sarebbero giocate la finale per il quinto posto, e le ultime quella per il settimo.

### Gruppo A

#### Classifica
| Pos. | Squadra         | Pt       | G   | V   | N   | P   | GF  | GS  | DR  |
| ---- | --------------- | -------- | --- | --- | --- | --- | --- | --- | --- |
| 1.   | Nuova Zelanda   | 6        | 2   | 2   | 0   | 0   | 7   | 0   | +7  |
| 2.   | Vanuatu         | 3        | 2   | 1   | 0   | 1   | 1   | 4   | -3  |
| 3.   | Isole Salomone  | 0        | 2   | 0   | 0   | 2   | 0   | 4   | -4  |
| ---  | Nuova Caledonia | Ritirata | --- | --- | --- | --- | --- | --- | --- |

#### Risultati
| Arbitro: | Veer Singh |

|  |           |            |
|  | Marcatori | 72’ Tangis |

| Arbitro: | David Yareboinen |

|                                 |           |  |
| Waine 6’, 11’ Barbarouses 45+4’ | Marcatori |  |

| Arbitro: | Veer Singh |

|  |           |                                             |
|  | Marcatori | 10’ Mata 25’ (aut.) Kaltak 63’ Just 78’ Old |

### Gruppo B

#### Classifica
| Pos. | Squadra            | Pt | G | V | N | P | GF | GS | DR  |
| ---- | ------------------ | -- | - | - | - | - | -- | -- | --- |
| 1.   | Figi               | 9  | 3 | 3 | 0 | 0 | 15 | 2  | +13 |
| 2.   | Tahiti             | 4  | 3 | 1 | 1 | 1 | 3  | 2  | +1  |
| 3.   | Papua Nuova Guinea | 4  | 3 | 1 | 1 | 1 | 4  | 7  | -3  |
| 4.   | Samoa              | 0  | 3 | 0 | 0 | 3 | 2  | 13 | -11 |

#### Risultati
| Arbitro: | Ben Aukwai |

|                            |           |  |
| Degrumelle 4’ T. Tehau 28’ | Marcatori |  |

| Arbitro: | Calvin Berg |

|           |           |                                                          |
| Semmy 88’ | Marcatori | 2’ Begg 43’, 52’ Dunn 55’ (aut.) A. Komolong 64’ Krishna |

| Arbitro: | Campbell-Kirk Kawana-Waugh |

|          |           |                |
| Paul 25’ | Marcatori | 15’ Degrumelle |

| Arbitro: | Calvin Berg |

|               |           |                                                                                                   |
| Salisbury 47’ | Marcatori | 3’, 61’ Hughes 38’ Dunn 45+3’ (rig.), 54’ (rig.) Krishna 64’ Baravilala 67’ Begg 83’, 89’ Dogalau |

| Arbitro: | Campbell-Kirk Kawana-Waugh |

|                    |           |  |
| Krishna 26’ (rig.) | Marcatori |  |

| Arbitro: | Ben Aukwai |

|             |           |                    |
| Trainor 67’ | Marcatori | 28’ Semmy 47’ Kepo |

## Torneo a eliminazione diretta
|  | Semifinali    | Semifinali    | Semifinali |         |               | Finale          | Finale          | Finale          |  |
|  |               |               |            |         |               |                 |                 |                 |  |
|  | Nuova Zelanda | Nuova Zelanda | 5          |         |               |                 |                 |                 |  |
|  | Nuova Zelanda | Nuova Zelanda | 5          |         |               |                 |                 |                 |  |
|  | Tahiti        | Tahiti        | 0          |         |               |                 |                 |                 |  |
|  | Tahiti        | Tahiti        | 0          |         | Nuova Zelanda | Nuova Zelanda   | 3               |                 |  |
|  |               |               |            |         | Nuova Zelanda | Nuova Zelanda   | 3               |                 |  |
|  |               |               | Vanuatu    | Vanuatu | 0             |                 |                 |                 |  |
|  | Figi          | Figi          | Vanuatu    | Vanuatu | 0             | 1               |                 |                 |  |
|  | Figi          | Figi          |            |         |               | 1               |                 |                 |  |
|  | Vanuatu       | Vanuatu       | 2          |         |               | Finale 3º posto | Finale 3º posto | Finale 3º posto |  |
|  | Vanuatu       | Vanuatu       | 2          |         |               |                 |                 |                 |  |
|  |               |               |            |         |               |                 |                 |                 |  |
|  |               |               |            |         |               | Tahiti          | Tahiti          | 2               |  |
|  |               |               |            |         |               | Tahiti          | Tahiti          | 2               |  |
|  |               |               |            |         |               | Figi            | Figi            | 1               |  |

### Semifinali
| Arbitro: | Veer Singh |

|                                                 |           |  |
| Surman 7’ Waine 45’, 53’ Barbarouses 45+3’, 72’ | Marcatori |  |

| Arbitro: | Campbell-Kirk Kawana-Waugh |

|               |           |                           |
| Cavuilagi 46’ | Marcatori | 12’ Spokeyjack 56’ Thomas |

### Finale 3º posto
| Arbitro: | Campbell-Kirk Kawana-Waugh |

|                |           |             |
| Tehau 72’, 83’ | Marcatori | 58’ Krishna |

### Finale
| Arbitro: | Ben Aukwai |

|                                    |           |  |
| Howieson 2’ Randall 83’ Mata 90+3’ | Marcatori |  |

## Marcatori
5 reti
- Roy Krishna

4 reti
- Ben Waine

3 reti
- Thomas Dunn
- Kosta Barbarouses
- Teaonui Tehau

2 reti
- Nabil Begg
- Etonia Dogalau
- Setareki Hughes
- Max Mata
- Tommy Semmy
- Matéo Degrumelle

1 rete
- Filipe Baravilala
- Sitiveni Cavuilagi
- Cameron Howieson
- Elijah Just
- Elijah Just
- Jesse Randall
- Finn Surman
- Ati Kepo
- Pala Paul
- Luke Salisbury
- Pharrell Trainor
- Johnathan Spokeyjack
- Kensi Tangis
- Jason Thomas